# Dejan Ajdačić
Dejan Ajdačić (ur. 22 stycznia 1959 w Belgradzie) – serbski filolog-slawista, folklorysta, tłumacz i redaktor.

## Życiorys
Ajdačić urodził się w Belgradzie w rodzinie fizykochemików. Skończył gimnazjum i szkołę muzyczną. Skończył studia na Wydziale Filologicznym Uniwersytetu w Belgradzie (kierunek – literatury jugosłowiańskie i literatura światowa). Pracę doktorską Rozumienie miłości i piękna w poezji Dubrownika renesansowego obronił w 1986 roku, a 2000 roku uzyskał stopień doktora habilitowanego na podstawie rozprawy Świat demonów w literaturze serbskiego romantyzmu. Pracował jako bibliotekarz oddziału literatury ludowej Uniwersyteckiej Biblioteki im. Swetozara Markowicza w Belgradzie od 1988 r., a od 2002 r. do 2003 r. pełnił obowiązki dyrektora Biblioteki.
Od 2003 r. wykłada literaturę i język serbski w Instytucie Filologii Uniwersytetu Kijowskiego im. Tarasa Szewczenki. Wygłosił wykłady gościnne w Wielkim Tyrnowie, Pescarze, Łodzi, Warszawie, Gdańsku, Lublinie.
Zainteresowania naukowe: fantastyka w literaturze piękniej (mitologia i fantastyka naukowa), przedstawienia miłości w literaturze, problemy tożsamości, etnolingwistyka, antropologia kulturowa. Wydał 11 książek, ponad 400 prac nad folklorem Słowian bałkańskich, nad literaturami słowiańskimi w językach serbskim, angielskim, polskim, ukraińskim, rosyjskim, bułgarskim, włoskim i tłumaczeń (przeważnie artykułów literaturoznawczych i folklorystycznych) z polskiego, rosyjskiego, ukraińskiego, bułgarskiego na język serbski.
Był redaktorem serbskiego czasopisma Književna reč (1995). Był założycielem i redaktorem naczelnym 10 tomów naukowego czasopisma z folklorystyki i etnolingwistyki Kodovi slovenskih kultura (Kody kultur słowiańskich 1996 – 2008). Jest założycielem i redaktorem naczelnym ukraińskiego rocznika Ukraińsko-serbski zbiór Ukras (Ukraińsko-serbski zbiór Ukras od 2006). Jest członkiem rady redakcyjnej czasopisma Etnolingwistyka od 2007 r. (od t. 19).
Jest redaktorem wyboru prac Jerzego Bartmińskiego w książce Jezik – Slika – Svet (Język – Obraz – Świat) opublikowanej w języku serbskim w 2011 r. W zbiorach i czasopismach Dejana Ajdačicia opublikowano teksty 28 polskich autorów: Jan Adamowski, Dorota Filar, Małgorzata Dawidziak, Donat Niewiadomski, Joanna Szadura (Kody kultur słowiańskich), Dobrosława Wężowicz-Ziółkowska (Erotsko u folkloru Slovena), Janina Sałajczyk, Bronisław Baczko, Anna Martuszewska (Antiutopije u slovenskim književnostima), Wacław Józef Walecki (Čudo u slovenskim kulturama), Dariusz Brzostek, Wojciech Kajtoch, Andrzej Stoff (Slovenska naučna fantastika), Miłosz Bukwalt, Małgorzata Filipek, Sabina Giergiel, Magdalena Koch, Milica Semków = Milica Jakóbiec-Semkowowa (U čast Pera Jakobsena), Miłosz Bukwalt (Venecija i slovenske književnosti), Katarzyna Bocian, Dariusz Brzostek, Sabina Giergiel, Wojciech Kajtoch, Paweł Majewski, Andrzej Stoff (Telo u slovenskoj futurofantastici), Katarzyna Bocian, Grażyna Lasoń-Kochańska, Michał Łuczyński, Adam Mazurkiewicz, Andrzej Polak, Katarzyna Puzio, Tomasz Ratajczak, Bogdan Trocha, Wacław Józef Walecki, Paweł Wałowski, Bernadetta Żynis (Slov’jans’ka fantastyka).
Był stypendystą Kasy im. J. Mianowskiego w Instytucie Filologii Polskiej UMCS w Lublinie w 2005 roku (zbadanie demonów w literaturze polskiej), 2009 roku (zbadanie polskich stereotypów narodowych).
Jest kierownikiem internetowych sieci kulturalnych Projekt Rastko. Jest członkiem Komisji etnolingwistycznej przy Międzynarodowym Komitecie Slawistów.